# Cephalopholis nigri
Cephalopholis nigri là một loài cá biển thuộc chi Cephalopholis trong họ Cá mú. Loài này được mô tả lần đầu tiên vào năm 1859.

## Từ nguyên
Từ định danh được đặt theo tên của sông Niger, nơi mà mẫu định danh của loài cá này được thu thập ở khu vực cửa sông.

## Phạm vi phân bố và môi trường sống
C. nigri được phân bố dọc theo bờ biển Tây Phi, từ Sénégal trải dài về phía nam đến Angola, bao gồm quần đảo Canaria, Madeira, São Tomé và Príncipe ở ngoài khơi Đông Đại Tây Dương. C. nigri đã theo hải lưu tiến vào Địa Trung Hải, khi một cá thể lần đầu tiên được ghi nhận tại đảo Malta.
C. nigri thường được tìm thấy ở vùng nước lợ như đầm phá và cửa sông, trên nền đáy bùn, cát và đá, độ sâu đến ít nhất là 100 m.

## Mô tả
Chiều dài cơ thể lớn nhất được ghi nhận ở C. nigri là 30 cm. Chúng có màu nâu sẫm với các dải sọc sẫm màu từ vây lưng xuống bụng và quanh cuống đuôi. Bụng phớt đỏ. Hai bên đầu dày đặc các chấm đỏ. Chóp các tia gai vây lưng có màu đen. Cá con được phủ đầy các chấm đỏ toàn thân.
Số gai ở vây lưng: 9; Số tia vây ở vây lưng: 14–15; Số gai ở vây hậu môn: 3; Số tia vây ở vây hậu môn: 8; Số tia vây ở vây ngực: 17–18; Số vảy đường bên: 45–50.

## Sinh học
Thức ăn của C. nigri chủ yếu là các loài cá nhỏ và động vật giáp xác.

## Thương mại
C. nigri chủ yếu được đánh bắt thủ công, không có giá trị thương mại quan trọng.